# Comuna de Gawłuszowice
Gawłuszowice (polaco: Gmina Gawłuszowice) é uma gminy (comuna) na Polónia, na voivodia de Subcarpácia e no condado de Mielecki. A sede do condado é a cidade de Gawłuszowice.
De acordo com os censos de 2007, a comuna tem 3000 habitantes, com uma densidade 88,78 hab/km².

## Área
Estende-se por uma área de 33,79 km², incluindo:
- área agricola: 82%
- área florestal: 3%

## Demografia
Dados de 30 de Junho 2004:
|                      | Total   | Total | Mulheres | Mulheres | Homens  | Homens |
| -------------------- | ------- | ----- | -------- | -------- | ------- | ------ |
|                      | pessoas | %     | pessoas  | %        | pessoas | %      |
| População            | 2874    | 100   | 1443     | 50,2     | 1431    | 49,8   |
| Densidade (pop./km²) | 85,1    | 100   | 42,7     | 42,7     | 42,3    | 42,3   |

De acordo com dados de 2002, o rendimento médio per capita ascendia a 1437,22 zł.

## Comunas vizinhas
- Borowa, Mielec, Osiek, Padew Narodowa, Połaniec, Tuszów Narodowy